# 高思雅
高思雅（英語：Roger Michael Garcia，1952年4月29日—），香港藝術展覽策展人、電影評論員、監製和導演，早年為香港公務員，曾在1985年至1987年擔任灣仔政務專員，以及在2010年至2018年出任香港國際電影節協會總監。中葡混血的高於1952年出生在經商與律政背景的家庭，父親為前申訴專員賈施雅，但他自小以艺术及电影為志業，並在利兹大学美術系畢業。雖一度留英嘗試以影評人為事業，但最終發展欠佳而返港就業。
高在1977年加入港英政府擔任政務主任，但在1994年42歲時就辭官退休。他在入職初年長期處理艺术及文化事務，參與香港市政局出資的第一屆香港國際電影節籌委會。及後，他被派至地區任職，推動地方行政計劃發展，更曾擔任灣仔政務專員。最後數年，他在布政司署銓敍科負責公務員本地化工作，亦曾在工商科擔任北美地区投資推廣總監，官至首長級丙級政務官。
離開港府後，高移民至美国舊金山灣區重新發展電影事業，既擔任電影監製亦接下康卡斯特的電視台製作項目。隨後，他改為從事影展策展工作，參與舊金山、都灵及馬尼拉等多個國際電影節的工作，並在2010年回流香港出任香港國際電影節協會總監。

## 早年生涯
高思雅在1952年4月29日出生於英屬香港的一個漢族和葡萄牙混血的歐亞人富有家庭，他的父親是後來成為香港首任申訴專員的賈施雅。由於他的姓氏加西亚（Garcia）常見於菲律宾，而他的祖父亦曾在當地經商，故常有人誤會是他是菲律宾人。高雖然在香港出生，不過因為賈施雅在1950年代於英国求學及考取大律師執業資格，故他在年幼時就常會被帶往伦敦肯辛頓生活，在英港兩地往來。他在香港曾就讀鰂魚涌英童學校及英皇佐治五世學校，而在英國則曾入讀位於莱斯特郡的克洛科特學院。因學業而常與家庭分開的他認為自己像是讀上寄宿学校，亦養成依靠自己的習慣及自主學習的能力，他透過獨特且多變的生活方式也培養了文學興趣及學習划艇和滑雪等不同技能。
為了學習艺术及电影，高選擇入讀利兹大学美術系，主要修研美术史、绘画及電影製作。他在大學時花很多時間在電影學會上，又擔任電影雜誌觀察鏡（Scope）的編輯。同時，他亦因而得到與托尼·加內特合作的機會，參與《英國之聲》的製作。在1974年，他於利兹大学取得榮譽文学士學位。離開大學前後，他嘗試以影評人為事業，甚至為了即時撰寫評論而每晚觀賞三至五套電影。不過，他沒有因此而成功建立事業，最終在賈施雅催促下返港求職，並於1977年取得港英政府的政務主任聘書。

## 公務員生涯

### 藝術及文化事務

高思雅首個任職部門為市政總署

高思雅在1977年10月10日加入港英政府擔任政務主任，他在兩日後被派至市政總署任職。他在總署內並沒有固定實任，港府因他的學術背景安排他以政務主任身份跟進市政局的公共表演場地規劃和發展，以及為藝術界及電影業制定政策。及後，他認識到香港電影的業界、特質及文化後，決定直接向海外推廣香港電影，並隨即審閱大量1950年代的香港電影，再和傳統及好莱坞電影作出比較，以思考發展策略。在文化署署長陳達文成功爭取到市政局支持籌辦第一屆香港國際電影節後，高主理的市政局文化服務組終於在1978年3月正式設立編制，而他更參與電影節的籌委會，成為會內最年輕的成員，更兼任主席。電影節使香港電影的經驗及產業正式走向國際，成為黑澤明、萨蒂亚吉特·雷伊及胡金銓以外的亚洲勢力。雖然他場熱忱電影，但當時身為公務員的他認為電影業蓬勃發展，不建議港府以公帑介入自由市場。然而，他在任內則推動市政局撥款資助電影節、創辦香港中樂團和香港話劇團，以豐富香港的藝術及文化環境。
首屆香港國際電影節後，高在1979年7月轉往布政司署出任助理環境司，並曾一度署任首席助理環境司。雖然他在1981年9月跟隨決策科改組改於行政及環境事務處出任政務主任，但心繫電影及藝術的他很快就得到轉職機會，於1981年11月被派任至康樂文化署工作。他先被安排負責表演艺术的政策工作，但很快就被指派擔任發展工作，繼續跟進香港文化中心、沙田大會堂和屯門大會堂的工程進展及相關安排。

### 地區事務
高思雅在1983年5月獲港九政務署委任為九龍城民政主任，為九龍城政務專員的副手。他經常代表政府於九龍城區出席活動，曾為地方行政計劃及首屆九龍城區議會作宣傳，並鼓勵市民積極參與地區事務，又為足球及慈善等活動擔任主禮嘉實，亦加強推動地區層面的義工運動。在九龍城政務專員出缺由他兼任時，他亦借1985年香港區議會選舉前登记选民活動的機會告誡區議員須兼顧全港事務。與此同時，他在任內於1984年4月升任高級政務主任。

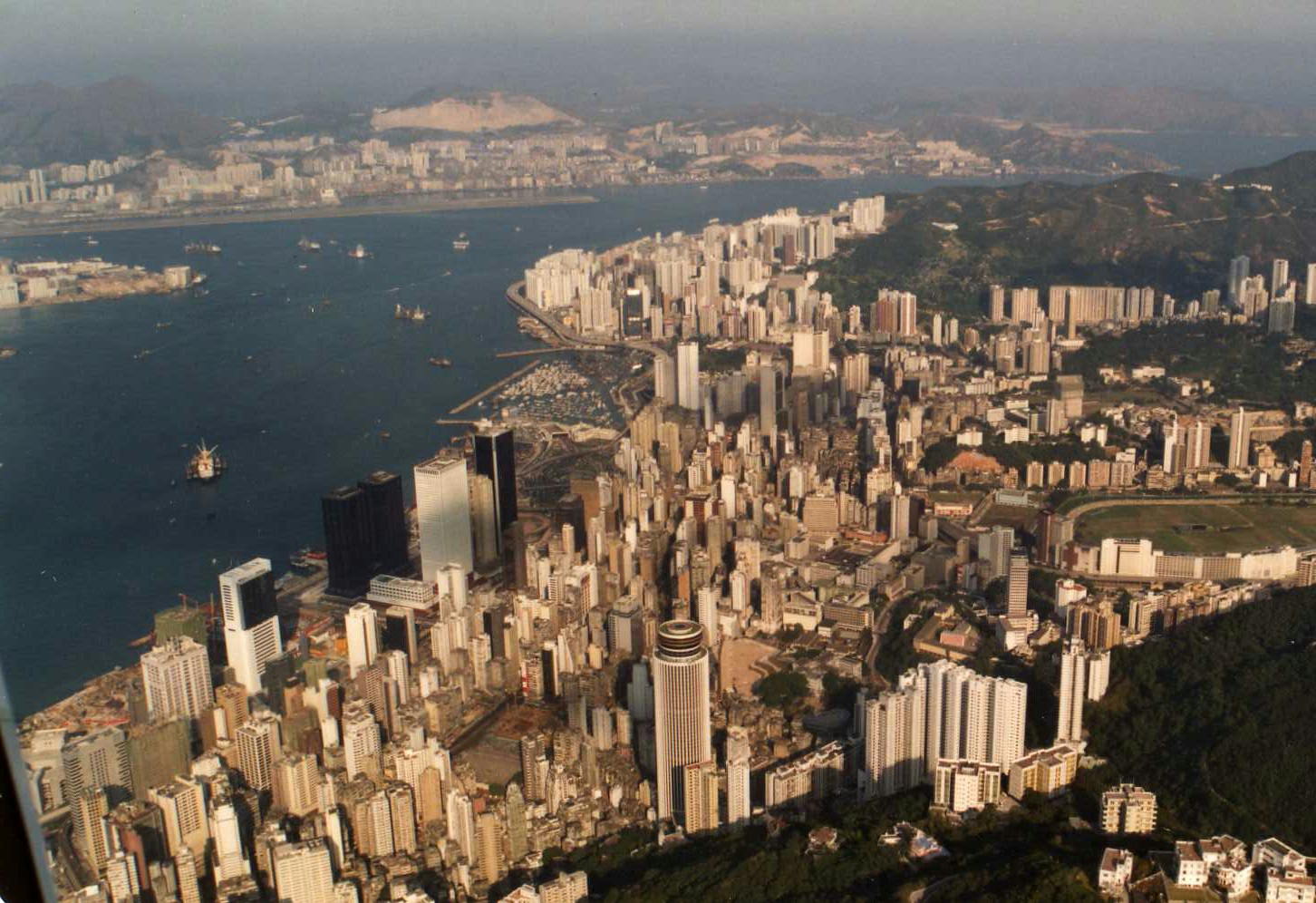
1986年時的灣仔區，時任政務專員是高思雅

高在1985年6月3日進一步被委任為灣仔政務專員，接替林錦光出任灣仔區首長，而高亦在同日起獲奉為官守太平紳士。在主管灣仔區時，他除了繼續向青少年宣傳參與地區事務的重要性外，亦著力滅罪工作，鼓勵鄰里間協同打擊區內犯罪。另外，他曾與副手楊立門一起出面支持夏國璋為居民義診。隨著地方行政越來越成熟，高統籌的地區活動亦變得多元化，既曾邀請各派地區人士模仿乒乓外交以乒乓球友誼賽吸引民眾注意選舉，亦曾與14名灣仔區議會議員出訪日本及美国夏威夷州考察當地各級議會及行政部門。
區議員的職務愈見繁重，灣仔區議會主席林貝聿嘉等十九區的議會主席於1986年11月聯名致函香港總督尤德要求增加區議員薪酬及福利，一度傳出大量區議員缺席行政立法兩局議員的約見為向港府抗議的一部分。林貝聿嘉隨即公開澄清另有原因，而高思雅亦與行政局議員譚惠珠出席區議員張有興和何淑雲聯合辦事處的開幕禮，以緩和緊張的港府與區議會關係。及後，高多次公開讚揚各地區團體的貢獻，亦常與林貝聿嘉及張有興為不同活動揭幕，促進官民各界的和諧關係。最後，高在1987年4月1日升任首長級丙級政務官，亦在同年9月6日卸任專員，由周守信接任。

### 公務員及工商事務
在1987年9月，高思雅返回布政司署，於銓敍科擔任首席助理銓叙司，為副銓叙司王英偉的下屬。當時由於紀律部隊的薪酬及服務條件存有嚴重爭議，衛奕信責成凌衞理組織檢討委員會為港府提供建議，逐安排由高擔任小組秘書。及後，因應英國將香港主權在1997年移交中國，高故此需要負責部分公務員本地化的工作，更曾應邀在澳葡政府行政暨公職司的《行政》雜誌撰文，向當地分享本地化政策經驗。他隨後數年都在銓敍科供職，負責公務員編制計劃事宜，直至1991年5月離任。
高在1991年5月調往工商科任職，他及後被指派出任北美地区投資推廣總監。不過，對於官場興趣一般的他在父親賈施雅於1994年從行政事務申訴專員職位退休時，年僅42歲的高也從公務員行列退休，並移民至美国加利福尼亚州定居。

## 電影生涯

### 公務員時期

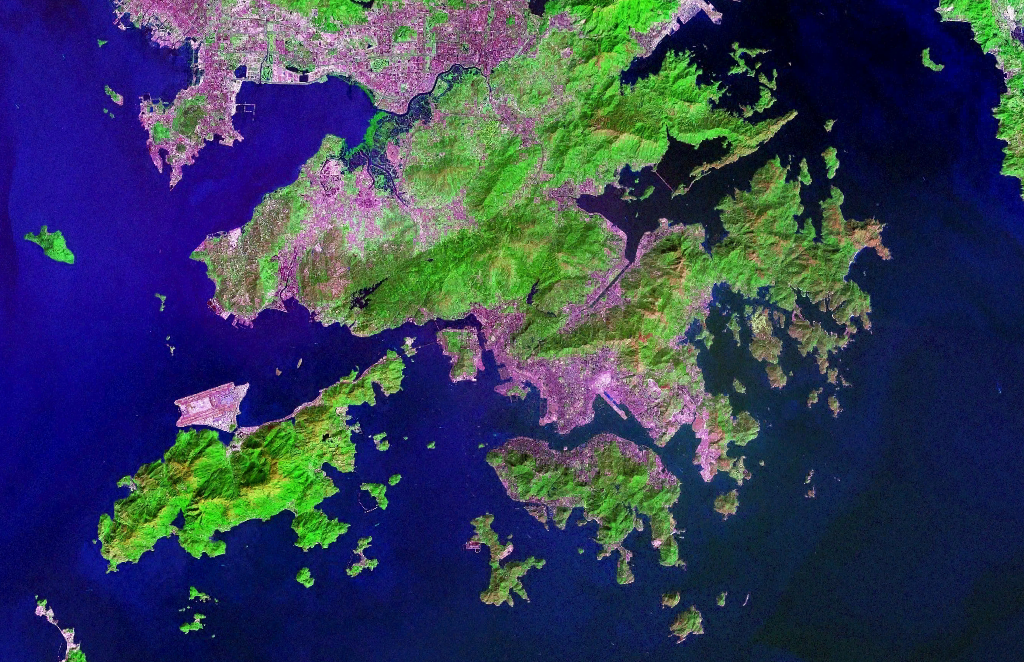
香港的地理環境是高思雅的創作源頭之一

高思雅除了因職務而參與香港國際電影節外，在任職公務員時亦沒有放棄電影評論工作，並在工餘時間以中文譯名高思雅三字轉化的香港政府粵語拼音「S N Ko」作為筆名撰寫影評，內容包括1960年代及1970年代的香港電影作品。因此，他亦成為研究香港電影的著名專家之一。另外，高在布政司署擔任首席助理環境司的時間亦令他萌生拍攝電影表現香港獨特城鄉地理的念頭，他因而在1984年與克勞斯·瓦特（Klaus Vatter）合作為香港歌德學院製作了实验片《描繪香港》，並參與了1985年的第三屆都灵电影节。他在1980年代借助於政府工作累積的假期，环游亚洲，並因而順道將菲律宾电影帶到国际層面。從港英政府退休時，他在1995年發表了名為亚洲電影四分一世紀的回顧文章，並就香港獨立電影詳細分析。

### 移民海外
高思雅從港英政府退休後以消磨時間及興趣的心態重投電影界的懷抱，決定擔任電影監製。雖然他為了更易參與美国荷里活的電影製作而移民至舊金山灣區定居，但他仍然支持亚洲獨立電影的製作，並替電影人及投資者搭橋。他及後在荷里活電影公司工作，製作出1998年4月底美國票房冠軍《無字頭4殺手》等作品，亦接下康卡斯特的電視台製作項目，當中更首創關於亚洲電影和亞裔美國人電影的節目。雖然這些工作令他過上豐足的生活，但自感遠離初衷的他決定重新從事影評人的工作，改為擔任电影节策展人。
他為多個电影节擔任顧問工作，除了居住地舉辦的舊金山國際電影節外，他也前往意大利協助籌辦都灵电影节及烏迪內的远东电影节。在1999年，他也參與洛迦诺电影节的評審團，評鑑荷里活電影風格。他在2000年起才將工作重點由培育亞裔青年電影人，改為支持整體亚洲電影發展，既繼續將马来西亚電影帶到美國市場，亦自此多次擔任馬尼拉電影節的評審。及後，他亦在2001年為洛迦诺电影节撰寫荷里活及亚洲電影的鑑賞比較。另外，他在留美時亦曾於史丹佛大學及加利福尼亞大學柏克萊分校教授關於亞洲電影的課程。在2004年8月，他以學者身份受香港電影資料館邀請到香港主講以1970年代香港電影文化與工業為題的座談會。
高的經驗及能力在2005年獲韓國政府青睞，被映畫振興委員會委任為第一任製片發展工作室總監，推動韓國電影的創新及均衡發展，至2008年卸任。此時，繼續在舊金山灣區居住的他在2008年中受香港駐三藩市經濟貿易辦事處處長張美珠邀請參與香港特別行政區成立十周年紀念的慶祝項目，與美籍武術演員陳美美一起重回香港製作名為《香港之內》的紀錄片系列。及後，高在2009年於菲律宾監製電影《馬尼拉的天空》，並獲提名東京國際電影節的櫻花獎。

### 回流香港

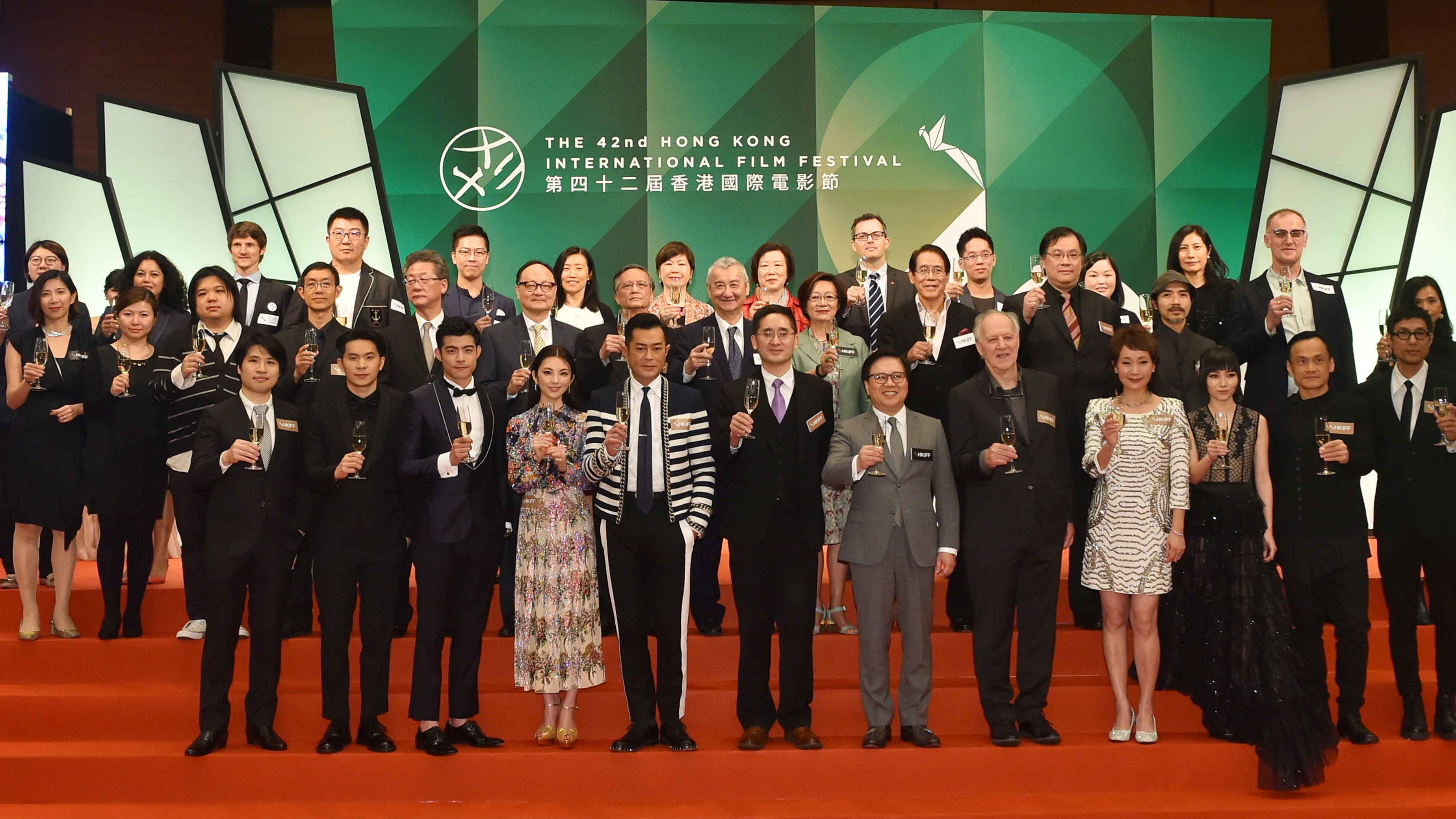
高思雅出任約八年的香港國際電影節協會總監

在前上司香港國際電影節協會主席王英偉的邀請下，高思雅在2010年9月30日起接替邵淑慧出任協會的總監，正式由加州回流香港並再次籌劃香港國際電影節，以及協會轄下的亞洲電影大獎及香港亞洲電影投資會。雖然已由1970年代最年輕的籌委會主席及導演變成2010年代時最年長的協會總監，但仍希望透過協會豐富的資源及活動把香港電影新鮮人帶到國際市場。不過，他在上任後察覺香港電影的文化及市場愈見疲弱，因此加強協會與公眾的聯繫及合作，增加曝光率。同時，他亦一改擔任公務員時反對以庫房資助電影工業的看法，認為政府在21世紀對包括本土電影在內的創意產業加以支援是應盡之義。
高利用在香港及韩国政府工作的人脈，除了多次與香港駐東京經濟貿易辦事處在釜山國際電影節期間安排推廣香港電影的活動外，亦曾與三個駐欧洲的香港經濟貿易辦事處在九個主要城市舉行香港電影回顧展以拓展市場。就新媒體及平台冒起，他邀請知名導演拍攝系列短片集，不但在各電影節放映，更上載至網上累積以百萬計的觀眾。另外，為了加強香港在亚洲電影的影響力，他在2013年主導亞洲電影大獎從電影節協會的分拆計劃，並設立亞洲電影大獎學院管理，而高亦一度兼任學院總監。在香港國際電影節協會的工作以外，他亦在2016年至2022年出任M+董事局成員，以及參與2015年的第72屆威尼斯電影節和2017年創辦的東盟電影節，而堅持繼續創作的他在2012年亦監制了布魯克林電影節參展作品《佐渡摇滚风暴》。
不過，高統籌下的香港國際電影節卻在2017年傳出政治审查醜聞，描述六七暴動的電影《消失的檔案》被指因高以「旁白聲太刺耳」及「零藝術」等不合理的原因被拒參展，而高的助理更在評審的大部分時間入睡。高及後發表聲明表示指控與事實不符，更指選片一向是集體決定，更已是破例私下解釋落選原因。最終，高在2018年10月31日卸任協會總監，由利雅博接任。在2019年3月22日，對藝術事業貢獻良多的高獲法國政府頒贈藝術與文學勳章騎士勳位。
2010年代後期，他將工作重心轉至中国内地市場，他先應邀在2017年起於平遥国际电影展中擔任艺术顾问团成員，及後更自2018年起出任海南島國際電影節艺术总监。然而，他也擔任2019年臺北電影獎的決選評審團成員。另外，他在2021年9月亦為港府及香港貿易發展局主持一带一路下文化共融與拓展電影產業機會的論壇。

## 個人生活
因高思雅的美术史及绘画學術背景，遊覽博物馆、美術館及各式展覽是他在電影以外的最大興趣。雖然他並非專業食評家，但他亦曾在報章分享飲食心得，而他最喜歡的菜系為馬來西亞料理及印度料理，而喜愛菜式則為雞肉沙嗲、印度煎饼及溫達盧咖哩。

## 榮譽

### 殊勳
- 官守太平紳士（J.P.）（1985年6月3日－1987年9月6日）[16][15]
- 藝術與文學勳章騎士勳位（2019年3月22日）[60]

### 頭銜
- 高思雅，JP（Roger Garcia, JP，1985年6月3日－1987年9月6日）[16][15]